# Матч СРСР — США з боксу 1972
Матч СРСР — США з боксу 1972 — матч між збірними США і СРСР з боксу, який відбувся 8 лютого 1972 року у Москві у Лужниках. Матч викликав великий міжнародний інтерес. Його відвідали спеціалісти з Угорщини, Югославії та Польщі. Із всіх запланованих боїв не відбувся лише поєдинок між Абдрашитом Абдрахмановим і Ларрі Карлайлом, оскільки американського боксера перевели у більш важку категорію. Матч мав важливе значення і як підготовка до Олімпійських ігор 1972 у Мюнхені. Матч закінчився перемогою СРСР з рахунком 8:2.

## Офіційний матч
| Ваговакатегорія | Переможець       | Суперник           | Результат          |
| --------------- | ---------------- | ------------------ | ------------------ |
| до 48 кг        | Анатолій Семенов | Тім Демент         |                    |
| до 51 кг        | Борис Зориктуєв  | Роберт Хантер      | нокаут (1 раунд)   |
| до 54 кг        | ЮрІй Количев     | Роберт Васкоку     |                    |
| до 57 кг        | Валеріан Соколов | Рой Тейлор         | перевага (1 раунд) |
| до 60 кг        | Микола Хромов    | Джим Баскім        |                    |
| до 63,5 кг      | Анатолій Торопов | Хав'єр Муніц       |                    |
| до 71 кг        | Олег Толков      | Ларрі Карлайл      |                    |
| до 75 кг        | Марвін Джонсон   | Руфат Рискієв      |                    |
| до 81 кг        | Микола Анфімов   | Льюїс Слоутер      |                    |
| понад 81 кг     | Двейн Боббік     | Володимир Чернишев | травма             |

## Перший неофіційний матч
11 лютого в Маріуполі відбувся неофіційний матч збірних. Планувалося, що у матчі буде 7 поєдинків. Але бій між Олегом Коротаєвим і Люїсом Слоутером не відбувся через просьбу американської сторони. Матч закінчився з рахунком 3:3.
| Ваговакатегорія | Переможець          | Суперник          | Результат |
| --------------- | ------------------- | ----------------- | --------- |
| до 48 кг        | Владислав Засипко   | Тім Демент        |           |
| до 51 кг        | Роберт Хантер       | Е. Дубовський     |           |
| до 57 кг        | Анатолій Левищев    | Г. Льюїс          | нокаут    |
| до 60 кг        | Геннадій Доброхотов | Джим Баскім       |           |
| до 75 кг        | Марвін Джонсон      | Анатолий Климанов |           |
| онад 81 кг      | Двейн Боббік        | Валерій Іняткін   |           |